# 趙百相

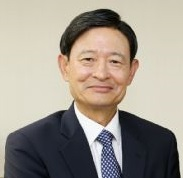
趙百相

趙百相（： Cho Baek-sang、1956年5月25日—），韓國前外交官、政府官員，歷任駐台北代表部代表、駐瀋陽總領事、駐越南大使館公使、國防部國際政策官員等職。父親為前韓國勞動部長、全羅北道知事趙澈權。

## 學歷
- 1980年2月：漢城大學（現首爾大學）外交學系畢業[1]
- 1982年2月：漢城大學外交碩士[1]
- 1986年6月：賓夕法尼亞大學國際政治碩士[1]

## 經歷
- 1982年6月：入職韓國外務部（錄取同年4月第16屆外務考試）[1]
- 1987年6月：韓國駐美國大使館二等秘書
- 1993年12月：韓國駐尼泊爾大使館一等秘書
- 1996年6月：韓國駐華大使館一等秘書
- 1999年7月：韓國外交通商部特殊政策課長
- 2002年7月：韓國駐日大使館參贊
- 2005年12月：韓國外交通商部南亞大洋洲合作官
- 2007年7月：韓國駐越南大使館公使
- 2009年2月：韓國國防部國際政策官
- 2011年3月：韓國駐瀋陽總領事
- 2014年4月：駐台北韓國代表部代表
- 2017年1月：大韓民國市道知事協議會（朝鲜语：전국시도지사협의회）國際化支援室長[4]